# Triathlon vid Samväldesspelen 2006
Tävlingarna i triathlon vid samväldesspelen 2006 hölls i Melbournestadsdelen St. Kilda. 
Både herrarnas och damernas tävling hölls över distanserna 1 500 meter simning, 40 kilometer cykling och 10 kilometer simning. Det är samma distanser som vid Olympiska spelen.

## Herrar
| Placering | Namn                       | Land        | Tid        |
| --------- | -------------------------- | ----------- | ---------- |
| Guld      | Bradley Kahlefeldt         | Australien  | 1:49:16.33 |
| Silver    | Bevan John Docherty        | Nya Zeeland | + 10.11    |
| Brons     | Peter Robertson            | Australien  | + 16.03    |
| 4         | Timothy Philip Don         | England     | + 21.74    |
| 5         | Kris Andrew Gemmell        | Nya Zeeland | + 53.77    |
| 6         | Hamish Clive Carter        | Nya Zeeland | + 1:19.52  |
| 7         | William Roger Clarke       | England     | + 1:26.65  |
| 8         | Paul Tichelaar             | Kanada      | + 1:35.56  |
| 9         | Stuart Philip Alfred Hayes | England     | + 1:36.85  |
| 10        | Hendrik Petrus de Villiers | Sydafrika   | + 1:37.63  |
| 11        | Simon Thompson             | Australien  | + 1:59.61  |
| 12        | Brent McMahon              | Kanada      | + 2:34.47  |
| 13        | Brad David Storm           | Sydafrika   | + 3:19.64  |
| 14        | Marc Rhys Jenkins          | Wales       | + 4:24.33  |
| 15        | Gavin Noble                | Nordirland  | + 5:09.22  |
| 16        | Colin Jenkins              | Kanada      | + 6:50.80  |
| 17        | Brian Michael Campbell     | Nordirland  | + 10:18.66 |
| 18        | Ian Andrew Le Pelley       | Guernsey    | + 14:20.65 |
| 19        | Timothy Rogers             | Jersey      | + 16:09.26 |
| 20        | Damian Christian Thacker   | Guernsey    | + 16:28.57 |

## Damer
| Placering | Namn                       | Land        | Tid        |
| --------- | -------------------------- | ----------- | ---------- |
| Guld      | Emma Snowsill              | Australien  | 1:58:02.60 |
| Silver    | Samantha Warriner          | Nya Zeeland | + 36.26    |
| Brons     | Andrea Hewitt              | Nya Zeeland | + 43.48    |
| 4         | Debbie Stella Tanner       | Nya Zeeland | + 44.04    |
| 5         | Annabel Luxford            | Australien  | + 1:16.97  |
| 6         | Elizabeth Julia Blatchford | England     | + 1:27.81  |
| 7         | Andrea Whitcombe           | England     | + 2:09.20  |
| 8         | Flora Jane Duffy           | Bermuda     | + 2:32.53  |
| 9         | Jill Savege                | Kanada      | + 2:52.34  |
| 10        | Julie Claire Dibens        | England     | + 2:59.56  |
| 11        | Anneliese Heard            | Wales       | + 4:02.62  |
| 12        | Suzanne Weckend            | Kanada      | + 4:15.62  |
| 13        | Leanda Rosemaire Cave      | Wales       | + 4:25.97  |
| 14        | Felicity Abram             | Australien  | + 5:21.54  |
| 15        | Catriona Anne Morrison     | Skottland   | + 6:27.51  |
| 16        | Kate Roberts               | Sydafrika   | + 6:44.81  |
| 17        | Helen Rebecca Tucker       | Wales       | + 7:27.65  |
| 18        | Kerry Jeanetta Lang        | Skottland   | + 8:14.32  |
| 19        | Gillian Kornell            | Kanada      | + 8:41.29  |
| 20        | Samantha Lesley Herridge   | Guernsey    | + 10:08.31 |